# Episodi di Blue Heelers - Poliziotti con il cuore (tredicesima stagione)
La tredicesima stagione della serie televisiva Blue Heelers - Poliziotti con il cuore è stata trasmessa in anteprima in Australia da Seven Network tra il 1º aprile 2006 e il 4 giugno 2006.
| nº | Titolo originale              | Titolo italiano | Prima TV Australia | Prima TV Italia |
| -- | ----------------------------- | --------------- | ------------------ | --------------- |
| 1  | Only the Lonely               |                 | 1º aprile 2006     |                 |
| 2  | Boss                          |                 | 8 aprile 2006      |                 |
| 3  | Dirt                          |                 | 15 aprile 2006     |                 |
| 4  | What's Love Got to Do with It |                 | 22 aprile 2006     |                 |
| 5  | Affluenza                     |                 | 29 aprile 2006     |                 |
| 6  | Going Down Swinging           |                 | 6 maggio 2006      |                 |
| 7  | Burning Up                    |                 | 13 maggio 2006     |                 |
| 8  | Down to Earth                 |                 | 20 maggio 2006     |                 |
| 9  | Moonlighting                  |                 | 27 maggio 2006     |                 |
| 10 | One Day More (Part 1 & 2)     |                 | 4 giugno 2006      |                 |
| 11 | One Day More (Part 1 & 2)     |                 | 4 giugno 2006      |                 |